# Naxos (regionální jednotka)
Naxos (řecky: Περιφερειακή ενότητα Νάξου) je jednou z 13 regionálních jednotek kraje Jižní Egeis v Řecku. Zahrnuje území obydlených ostrovů Naxos, Ano Koufonisi, Irakleia, Donousa, Schoinousas, Amorgos a menších okolních neobydlených ostrovů v souostroví Kyklady. Hlavním městem je Naxos. Břehy omývá Egejské moře.

## Administrativní dělení
Regionální jednotka Naxos se od 1. ledna 2011 člení na 2 obce, z nichž jedna odpovídá ostrovu Naxos spolu se skupinou ostrovů zvaných Malé Kyklady a druhá ostrovu Amorgos:

Poloha ostrovů Naxos (1) a Amorgos (2)

| číslo na mapce | Obec                 | řecky                           | rozloha (km²) | počet obyvatel | hustota zalidnění | sídlo obce |
| -------------- | -------------------- | ------------------------------- | ------------- | -------------- | ----------------- | ---------- |
| 1              | Naxos a Malé Kyklady | Δήμος Νάξου και Μικρών Κυκλάδων | 495,8         | 18 864         | 19,17             | Naxos      |
| 2              | Amorgos              | Δήμος Αμοργού                   | 126,3         | 1 973          | 15,60             | Amorgos    |